# PL Kyōdan
 (août 2016).
PL Kyodan (パーフェクト リバティー教団, Pāfekuto Ribatī Kyōdan), ou Église de la liberté parfaite, est un shinshūkyō (nouveau mouvement religieux japonais) créé en 1924 par Tokuharu Miki, prêtre d’une secte du bouddhisme zen. PL signifie en anglais perfect liberty, c’est-à-dire liberté parfaite.

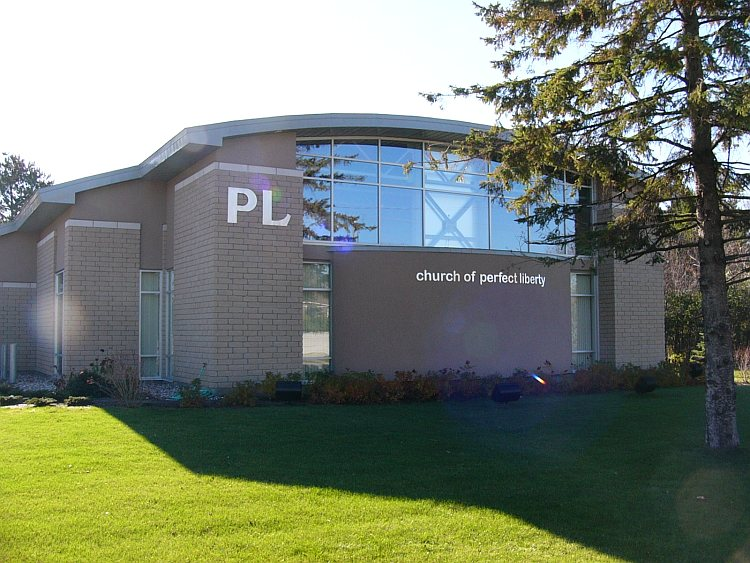
Église de la liberté parfaite à Ottawa, en Ontario, au Canada

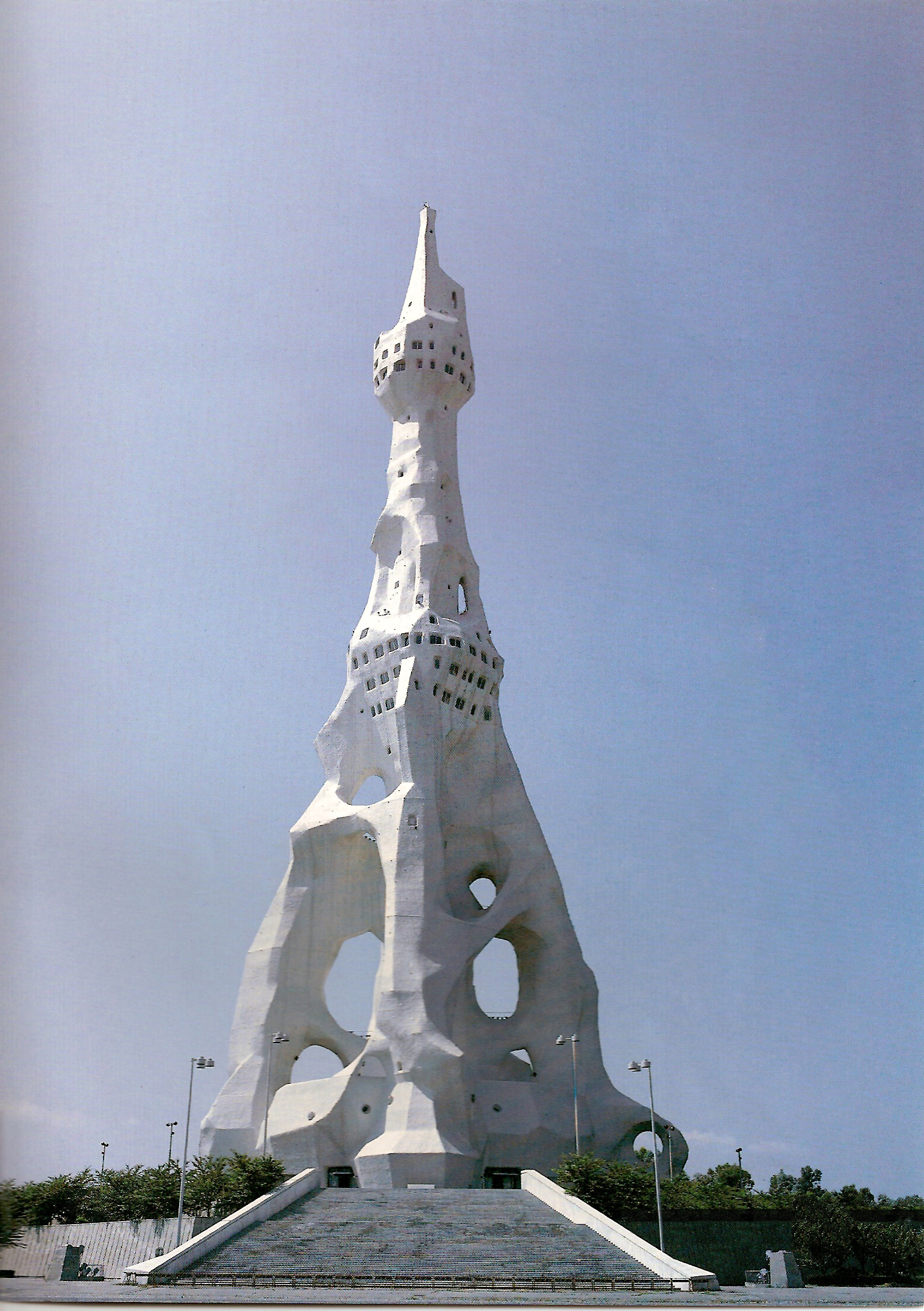
La Dai Heiwa Kinen Tō, haute de 180 m

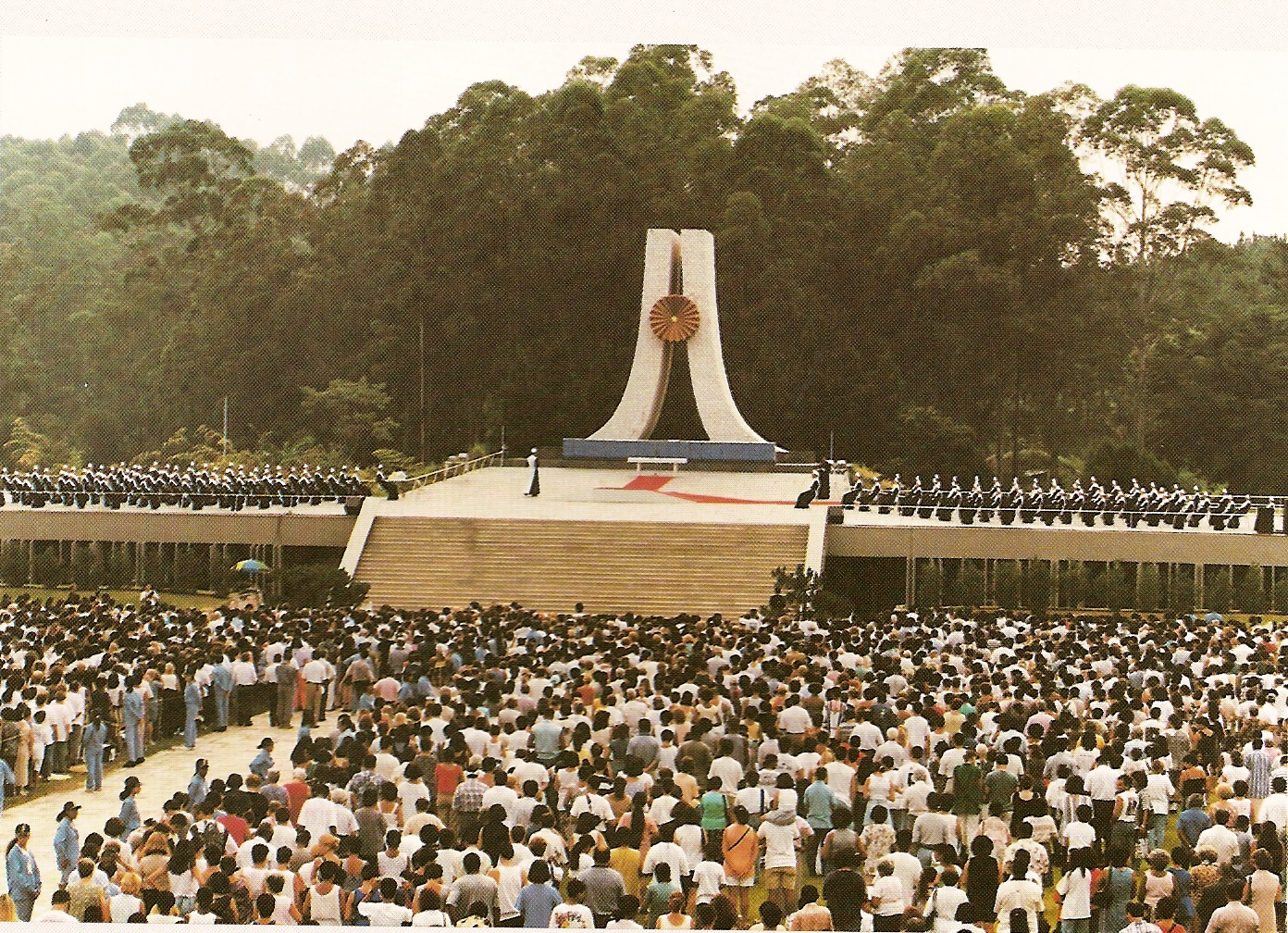
Office religieux de l'Église de la liberté parfaite au Brésil

Son chef spirituel est appelé Oshieoya-sama (Père des enseignements). Takahito Miki (1957-2020), a succédé à son père adoptif Tokuchika Miki, qui a lui-même succédé à son père, le fondateur Tokuharu Miki. Le mouvement revendique plus d’un million de fidèles, répartis dans dix pays. D’après le gouvernement japonais, en 2020, PL Kyōdan a 187 lieux de culte et 678.567 fidèles au Japon.

## Histoire
En 1937, le mouvement religieux a été dissous pour lèse-majesté. Miki Tokuchika, le fils du fondateur, l'a relancé en 1946 sous son nom actuel.

## Croyances
Cette religion vénère un dieu unique sous le nom de Mioya ōkami (大元霊), Grand Dieu Parent. Elle le considère comme le créateur et le régisseur de l'univers, celui qui est à l'origine de l'existence de tout ce qui existe.
Les membres sont guidés par 21 principes, dont le premier et principal est que « la vie est un art ». Ces principes auraient été révélés par Dieu à Tokuchika Miki le 29 septembre 1947. Ils sont devenus les enseignements de base de l'Église.
Les 21 préceptes PL sont  : 
1. La vie est un art
2. Vivre, c'est s'exprimer
3. Dieu apparaît à travers soi-même
4. Être contrarié limite votre expression
5. On se perd en étant émotif
6. Effacez vos conceptions de soi
7. Tout existe en relativité
8. Vivez comme le soleil
9. Les êtres humains sont tous égaux
10. Aimez-vous et aimez les autres
11. Soyez toujours avec Dieu
12. Chaque chose a un chemin en accord son nom
13. Il y a un chemin pour les hommes et un chemin pour les femmes
14. La paix mondiale est tout
15. Tout est miroir
16. Toutes choses progressent et se développent
17. Saisissez ce qui est le plus essentiel
18. Chaque instant est un tournant
19. Commencez une fois que vous percevez
20. Vivez en maintenant l’équilibre entre l’esprit et la matière
21. Vivez en parfaite liberté

## Le rôle central des fondateurs
Le chef spirituel de PL Kyōdan, qualifié de père de l'enseignement (おしえおや, oshieoya), est considéré comme l'agent principal du salut. Comme le mentionne le guide pour les membres, l' oshieoya relierait les humains à Dieu, en leur disant comment ils peuvent vivre en harmonie avec l'ordre cosmique, c'est-à-dire avec la volonté de Dieu, et en fournissant le pouvoir de salut (救いの力, sukui no chikara) à ceux qui en ont besoin. L'oshieoya a pour fonction de servir de dispensateur de la vérité (真理のはけ口, shinri no hakeguchi) et de transmettre la manière appropriée de vivre à tous les humains. Ce concept implique un mode de transmission spécifique : plutôt que de communiquer les enseignements du premier fondateur de génération en génération, chaque oshieoya est censé enseigner à nouveau la vérité, d'une manière adaptée à son époque. C'est pour cette raison que chaque nouveau oshieoya est appelé fondateur (kyōso) plutôt que d'être compté comme premier, deuxième ou troisième oshieoya.

## Objet rituel: le mitama
Un ensemble particulier de rituels concerne le mitama (神霊), un petit cylindre de verre avec le symbole du soleil du PL Kyōdan à l'intérieur. En tant qu'objet matériel de vénération, les fidèles supposent qu'il porte à la fois les esprit de Dieu, de l'ancien oshieoya et de leurs propres ancêtres. Il sert simultanément d'espace où se déroule le rituel d'attention aux ancêtres (similaire à l'autel domestique bouddhiste butsudan (仏壇)) et de représentation de Dieu vers qui les prières sont dirigées. Le mitama doit être installé au domicile de chaque fidèle, certains peuvent également être installés au travail ou portés sur le corps comme une sorte d'amulette. Des cérémonies spéciales sont nécessaires pour l'installer à son emplacement (chinzasai (鎮座祭)) ou pour le déplacer vers un autre endroit (senzasai (遷座祭)). Lorsque quelqu'un décède, une cérémonie de transfert de l'âme du défunt vers le mitama doit être effectuée dans les vingt-quatre heures.

## Éducation et sport
PL Kyōdan a ouvert un jardin d'enfants, une école primaire, un collège et un lycée. Celui-ci accueille chaque année 120 étudiants issus de familles de fidèles; et il est connu pour ses résultats au tournoi national de baseball au Stade Kōshien. En 2022, 82 joueurs professionnels de baseball en activité ou retraités sont des anciens étudiants du lycée. Toutefois, en 2016, après que des scandales de harcèlement et de violence entre joueurs ont été révélés, PL Kyōdan a dissous l’équipe car ces problèmes allaient à l'encontre de l’idéal de paix du mouvement.
L'enseignement et la pratique du baseball étaient considérés par Miki Tokuchika comme allant de pair avec la prière et les principes religieux du mouvement.